# ジャジーラ州
ジャジーラ州（ジャジーラしゅう、Al Jazirah）は、スーダンの中東部にある州。ゲジラ（Gezira)とも呼ばれる。

## 地理
北でハルツーム州、東でガダーレフ州、南でセンナール州、西で白ナイル州と接する。面積は23,373 km2、人口は5,096,900人（2018年推計）。西部は青ナイル川と白ナイル川にはさまれた三角形の半島状の地形に位置する。ジャジーラは、アラビア語で島または半島という意味であり、テレビ局のアルジャジーラと由来も発音も同じである。州都はワドメダニ（Wad Madani）でハルツームの南東約130 kmにある。

## 経済
首都ハルツームに近く、また青ナイル・白ナイル両河川の水も利用できることから、大規模な灌漑計画が立てられ、ゲジラ計画との名で実行された。これによりジャジーラ州は無数の灌漑水路がはりめぐらされ、綿花の大規模な生産が行われている。